# Lo Curro
Lo Curro es un barrio de Santiago de Chile, ubicado en la comuna de Vitacura. Está emplazado en una ladera del cerro Lo Curro (en el cordón de Manquehue), en la ribera norte del río Mapocho y al suroeste de La Dehesa.
Este barrio se caracteriza principalmente por ser un sector residencial de clase alta, y comenzó a ser habitado en la década de 1970. Dentro de los edificios destacados que se ubican en Lo Curro están el Club Militar, una mansión construida durante la década de 1980 que fue diseñada originalmente como una casa “presidencial” para Augusto Pinochet Ugarte; y la Casa de Suecia, residencia del embajador sueco en Chile, diseñada por la arquitecta Josefina Nordmark y construida en 2005-2006.
En la propiedad de calle Vía Naranja 4925 de dicho barrio estuvo ubicada la residencia de Michael Townley y Mariana Callejas, ambos agentes de la Dirección de Inteligencia Nacional (DINA), que fue ocupada durante la dictadura militar como lugar de detención y tortura de opositores a la dictadura de Pinochet.